# Catherine Moylan
Catherine Moylan (née le 4 juillet 1904 à Dallas et décédée le 9 septembre 1969 à Fort Worth, Texas) est une actrice américaine d'origine belge et la première Miss Univers en 1926.

## Biographie
Elle commence sa carrière comme danseuse aux Ziegfeld Follies.
Dans les années 1920, elle se présente à des concours de beauté et est nommée Miss Dallas. Elle remporte ensuite le titre de Miss États-Unis puis devient la première reine de beauté à recevoir le titre de Miss Univers en 1926 au concours International Pageant of Pulchritude qui s’est tenu à Galveston au Texas.
Après avoir signé avec les studios MGM, elle entame une brève carrière au cinéma en 1930 en participant à quelques films (le film musical Love in the Rough ainsi que Our Blushing Brides).
Elle décède à l’âge de 65 ans à Fort Worth, où elle est enterrée au Mount Olivet Cemetery.

## Filmographie partielle
- 1930 : Love in the Rough, de Charles Reisner : Martha
- 1930 : Cœurs impatients (Our Blushing Brides), de Harry Beaumont : Un mannequin
- 1930 : Way Out West de Fred Niblo
- 1931 : Ambitious People (court-métrage)